# Laura Bailey
Laura Dawn Bailey, född 28 maj 1981 i Biloxi, Mississippi, är en amerikansk skådespelare och röstskådespelare som ger sin röst till karaktärer inom ett flertal engelskspråkiga versioner av japanska animefilmer och TV-serier, samt röstroller inom datorspel och tecknade serier. Hon är mest känd för sin roll som bland andra Maka Albarn i Soul Eater, Kid Stammar i Dragon Ball Z, Tohru Honda i Fruits Basket, Lust i Fullmetal Alchemist och Shinnosuke "Shin" Nohara i Crayon Shin-Chan. I datorspel har hon gett rösten till bland andra Rayne i BloodRayne-serien, Chun-Li i de senaste titlarna av Street Fighter-serien, den kvinnliga huvudpersonen i Persona 3 Portable, Rise Kujikawa i Persona 4-serien, Blaze the Cat i Sonic the Hedgehog-serien, Lucina i Fire Emblem: Awakening, Serah Farron i Final Fantasy XIII-serien, Serana i The Elder Scrolls V: Skyrim - Dawnguard, Spartan Olympia Vale i Halo 5: Guardians och Jaina Proudmoore i World of Warcraft. Hon är en av de ursprungliga spelarna i webbserien Critical Role där hon främst spelat karaktärerna Vex'ahlia, Jester och Imogen.

## Filmografi

### Anime
| År      | Serie                                   | Roll                                                                          | Noter                                                                                    | Källa        |
| ------- | --------------------------------------- | ----------------------------------------------------------------------------- | ---------------------------------------------------------------------------------------- | ------------ |
| 1999–03 | Dragon Ball Z                           | Dende, Trunks, Marron                                                         |                                                                                          | [ 8 ]        |
| 2001–03 | Dragon Ball                             | Chi-Chi, Ranfan, Sara, Akane, Olika röstroller                                |                                                                                          | [ 9 ]        |
| 2001–02 | Blue Gender                             | Marlene Angel                                                                 |                                                                                          | [ 10 ]       |
| 2002–06 | Yu Yu Hakusho                           | Keiko Yukimura                                                                |                                                                                          |              |
| 2002–03 | Fruits Basket                           | Tohru Honda                                                                   |                                                                                          | [ 8 ]        |
| 2003    | Lupin the Third: Dragon of Doom         | Kikyo                                                                         | TV special                                                                               | [ 11 ]       |
| 2003–04 | Dragon Ball GT                          | Princess Oto, Olika röstroller                                                | Episodisk                                                                                |              |
| 2004    | Kiddy Grade                             | Alv                                                                           |                                                                                          |              |
| 2004–10 | Case Closed                             | Serena Sebastian                                                              |                                                                                          |              |
| 2004–06 | Fullmetal Alchemist                     | Lust                                                                          |                                                                                          |              |
| 2005    | Spiral                                  | Ryoko Takamichi                                                               |                                                                                          |              |
| 2005    | Gunslinger Girl                         | Henrietta                                                                     |                                                                                          | [ 12 ]       |
| 2005–06 | The Galaxy Railways                     | Layla                                                                         |                                                                                          |              |
| 2005–07 | Kodocha                                 | Sana Kurata                                                                   |                                                                                          |              |
| 2006    | Diamond Daydreams                       | Hanna Jarvinen                                                                | Eps. 7–8                                                                                 |              |
| 2006–07 | Tactics                                 | Rosalie                                                                       |                                                                                          |              |
| 2006–07 | Negima!                                 | Evangeline A.K. McDowell, Ayaka Yukihiro                                      | Även Spring och Summer OVAs                                                              |              |
| 2006–07 | Basilisk                                | Oboro Iga                                                                     |                                                                                          |              |
| 2006–07 | Tsukuyomi: Moon Phase                   | Hiromi Anzai                                                                  |                                                                                          |              |
| 2007    | SoltyRei                                | Sylvia Ban                                                                    |                                                                                          |              |
| 2007    | Peach Girl                              | Nami                                                                          |                                                                                          |              |
| 2007–09 | Tsubasa: Reservoir Chronicle            | Xing Huo, Primera                                                             |                                                                                          |              |
| 2007–08 | Suzuka                                  | Suzune Asahina                                                                |                                                                                          |              |
| 2007    | Beck: Mongolian Chop Squad              | Hiromi Masuoka                                                                |                                                                                          |              |
| 2007–08 | Glass Fleet                             | Michel                                                                        |                                                                                          |              |
| 2007–08 | One Piece                               | Conis, Isoka                                                                  | Funimation dub                                                                           |              |
| 2008    | School Rumble                           | Tsumugi Yuuki                                                                 |                                                                                          |              |
| 2008    | Genesis of Aquarion                     | Tsugumi Rosenmeier                                                            |                                                                                          |              |
| 2008–09 | Naruto                                  | Anko Mitarashi, Yakumo Kurama, Toki                                           |                                                                                          |              |
| 2008    | Claymore                                | Jean                                                                          |                                                                                          |              |
| 2008–11 | Shin-Chan                               | Shin Nohara                                                                   | 2008 Society for the Promotion of Japanese Animation Award, Best Voice Actress (English) |              |
| 2008–09 | Code Geass: Lelouch of the Rebellion    | Nagisa Chiba, Rakshata Chawla                                                 |                                                                                          |              |
| 2008    | Hellsing Ultimate                       | Schrödinger                                                                   | Hellsing IV                                                                              | [ 8 ] [ 14 ] |
| 2008    | Ouran High School Host Club             | Kanako Kasugazaki                                                             | Eps. 2, 13                                                                               |              |
| 2008–09 | Darker than Black                       | Amber                                                                         |                                                                                          |              |
| 2008    | Gurren Lagann                           | Leite Jokin                                                                   |                                                                                          |              |
| 2008–09 | Negima!?                                | Evangeline, Ayaka                                                             |                                                                                          |              |
| 2009–10 | D.Gray-man                              | John, Elda, Chitta, Jessica                                                   | Episodisk                                                                                |              |
| 2009–10 | Kurokami: The Animation                 | Kuro                                                                          |                                                                                          |              |
| 2009–14 | Bleach                                  | Tier Harribel, Hiyori Sarugaki, Mashiro Kuna, Yui Toyokawa                    |                                                                                          |              |
| 2009–10 | Code Geass: Lelouch of the Rebellion R2 | Nagisa Chiba                                                                  |                                                                                          |              |
| 2009    | Gunslinger Girl -Il Teatrino-           | Henrietta                                                                     |                                                                                          |              |
| 2009–13 | Stitch!                                 | Tigerlily, Ted, JJ, Makiko                                                    | Återkommande, episodisk                                                                  |              |
| 2009    | Monster                                 | Dieter                                                                        |                                                                                          |              |
| 2009    | El Cazador de la Bruja                  | Rita                                                                          | Ep. 5                                                                                    |              |
| 2010    | Soul Eater                              | Maka Albarn                                                                   |                                                                                          |              |
| 2010–11 | Fullmetal Alchemist: Brotherhood        | Lust                                                                          |                                                                                          |              |
| 2010–11 | Kekkaishi                               | Tokine Yukimura                                                               |                                                                                          |              |
| 2011    | Dragon Ball Z Kai                       | Vegeta (som ung)                                                              | Ep. 45                                                                                   |              |
| 2011–12 | K-On!-serien                            | Nodoka Manabe                                                                 | 2 TV-serier                                                                              |              |
| 2011    | Marvel Anime: Blade                     | Prostitute, Police Woman                                                      | Ep. 2 och Ep. 4                                                                          |              |
| 2011    | Marvel Anime: Iron Man                  | Dr. Chika Tanaka, Village Children, Aki                                       | Ep. 1, and Eps. 3-4                                                                      |              |
| 2011    | Marvel Anime: X-Men                     | Mrs. Ichiki, Kyoko, Girls                                                     | Eps. 1-2, Ep. 4, Ep. 6                                                                   |              |
| 2011–15 | Naruto Shippuden                        | Kushina Uzumaki, Kurotsuchi, Fuka, Yukimaru, Anko Mitarashi, Olika röstroller |                                                                                          |              |
| 2012    | Persona 4: The Animation                | Rise Kujikawa                                                                 |                                                                                          | [ 15 ]       |
| 2013    | Tiger and Bunny                         | Pao-Lin Huang/Dragon Kid                                                      |                                                                                          | [ 16 ]       |
| 2013–15 | Digimon Fusion                          | Lilymon, Beastmon, Shakomon, Mermaimon, Olika röstroller                      |                                                                                          | [ 15 ]       |

### Animerade serier
| År      | Serie                                      | Roll                                                       | Noter                                                                     | Källa                       |
| ------- | ------------------------------------------ | ---------------------------------------------------------- | ------------------------------------------------------------------------- | --------------------------- |
| 2004    | What's New, Scooby-Doo?                    | Eve De Lafeye                                              | Ep. "Simple Plan & the Invisible Madman"                                  |                             |
| 2008    | Transformers: Animated                     | Olika röstroller                                           | Ep. "Mission Accomplished"                                                |                             |
| 2010    | Barbie: Fashionistas                       | Glam                                                       |                                                                           |                             |
| 2011    | The Super Hero Squad Show                  | Firestar, Angelica Jones                                   | Eps. "Planet Hulk! (Six Against Infinity Part 5)"; "Too Many Wolverines!" |                             |
| 2011–14 | Shelf Life                                 | The Kid, Jason                                             |                                                                           |                             |
| 2011–12 | Monster High                               | Lagoona Blue                                               | Webisodes and specials                                                    | [ 17 ]                      |
| 2011–13 | Winx Club                                  | Tressa, Serena                                             |                                                                           |                             |
| 2012    | Street Fighter X Tekken Vita               | Chun-Li                                                    | TV miniseries                                                             |                             |
| 2013    | LEGO Marvel Super Heroes: Maximum Overload | Black Widow/Natasha Romanoff                               |                                                                           | [ 15 ]                      |
| 2013–15 | Marvel's Avengers Assemble                 | Black Widow, Gamora (2nd Time), Darkstar, Olika röstroller |                                                                           | [ 15 ] [ 18 ] [ 19 ] [ 20 ] |
| 2014–15 | Ultimate Spider-Man                        | Black Widow                                                | Ep. "The Avenging Spider-Man: Part 1"; "Contest of the Champions: Part 2" |                             |
| 2014–15 | Regular Show                               | Sheena Albright, Natalia, Olika röstroller                 | Ep. "Skips in the Saddle"; "The Real Thomas"; "Benson's Suit"             | [ 21 ] [ 22 ] [ 23 ]        |
| 2015    | Batman Unlimited                           | Cheetah                                                    | Webbserie                                                                 | [ 24 ]                      |
| 2015    | Pickle and Peanut                          | Olika röstroller                                           |                                                                           | [ 25 ]                      |

### Långfilmer
| År   | Titel                       | Roll          | Noter | Källa |
| ---- | --------------------------- | ------------- | ----- | ----- |
| 2008 | Resident Evil: Degeneration | Angela Miller |       |       |

### Direkt-till-video och TV-filmer
| År      | Titel                                          | Roll                                                   | Noter | Källa         |
| ------- | ---------------------------------------------- | ------------------------------------------------------ | --- | ------------- |
| 2002–06 | Dragon Ball Z-filmerna                         | Dende, Trunks                                          | - The Return of Cooler - Broly – Second Coming - Fusion Reborn - Wrath of the Dragon                                                                                              | [ 15 ]        |
| 2004    | Blue Gender: The Warrior                       | Marlene Angel                                          | | [ 15 ]        |
| 2005    | Farewell to Nostradamus                        | Julia                                                  | |               |
| 2006    | A Four Course Meal                             | Clara, Lisa, Mary                                      | |               |
| 2006    | Origin: Spirits of the Past                    | Minka                                                  | |               |
| 2006–10 | Case Closed-filmerna                           | Serena Sebastian                                       | - The Time Bombed Skyscraper - The Fourteenth Target - The Last Wizard of the Century - Captured in Her Eyes - Countdown to Heaven - Detective Conan: The Phantom of Baker Street | [ 15 ]        |
| 2007    | Shinobi: Heart Under Blade                     | Oboro (Iga)                                            | |               |
| 2009    | Street Fighter IV: The Ties That Bind          | Chun-Li                                                | |               |
| 2009    | Naruto Shippuden the Movie                     | Shion, Miroku                                          | |               |
| 2009    | Evangelion: 1.0 You Are (Not) Alone            | Olika röstroller                                       | |               |
| 2010    | Space Chimps 2: Zartog Strikes Back            | Kilowatt, Computer, Girl Reporter, Instar Receptionist | | [ 15 ]        |
| 2011    | Tsubasa: Tokyo Revelations                     | Xing Huo                                               | |               |
| 2011    | Bleach: Fade to Black                          | Homura                                                 | |               |
| 2012    | Naruto Shippuden the Movie: The Will of Fire   | Ni, Olika röstroller                                   | |               |
| 2012    | The Swan Princess Christmas                    | Odette                                                 | | [ 15 ]        |
| 2012    | Sengoku Basara: The Last Party                 | Oichi                                                  | | [ 15 ]        |
| 2012    | Mass Effect: Paragon Lost                      | Kamille                                                | Direct-to-video | [ 15 ]        |
| 2013    | K-On: The Movie                                | Nodoka Manabe                                          | |               |
| 2013    | Monster High: Friday Night Frights             | Lagoona Blue                                           | |               |
| 2013    | Lego Batman: The Movie – DC Super Heroes Unite | Poison Ivy, Wonder Woman, Harley Quinn                 | | [ 15 ]        |
| 2013    | Monster High: 13 Wishes                        | Headmistress Bloodgood, Lagoona Blue                   | |               |
| 2013    | Tiger & Bunny: The Beginning                   | Pao-Lin Huang/Dragon Kid                               | | [ 26 ]        |
| 2014    | JLA Adventures: Trapped in Time                | Dawnstar                                               | | [ 15 ]        |
| 2014    | The Swan Princess: A Royal Family Tale         | Odette                                                 | | [ 15 ]        |
| 2014    | Dragon Ball Z: Battle of Gods                  | Trunks                                                 | |               |
| 2014    | Road to Ninja: Naruto the Movie                | Kushina Uzumaki                                        | |               |
| 2015    | Batman Unlimited: Animal Instincts             | Cheetah, Newscaster                                    | | [ 27 ] [ 28 ] |

### Datorspel
| År        | Titel                                                 | Roll                                                          | Noter                            | Källa                |
| --------- | ----------------------------------------------------- | ------------------------------------------------------------- | -------------------------------- | -------------------- |
| 2002      | BloodRayne                                            | Rayne                                                         | Titelroll                        |                      |
| 2003      | Deus Ex: Invisible War                                | Female Alex Denton                                            |                                  |                      |
| 2003      | RoadKill                                              | Love Talk #1, Olika röstroller                                |                                  |                      |
| 2003      | Dragon Ball Z: Budokai 2                              | Kid Trunks, Gotenks                                           |                                  |                      |
| 2004      | Dragon Ball Z: Budokai 3                              | Kid Trunks, Gotenks                                           |                                  | [ 15 ]               |
| 2004      | BloodRayne 2                                          | Rayne                                                         |                                  | [ 15 ]               |
| 2005      | Fullmetal Alchemist 2: Curse of the Crimson Elixir    | Lust                                                          |                                  |                      |
| 2005      | Dragon Ball Z: Budokai Tenkaichi                      | Kid Trunks, Gotenks                                           |                                  |                      |
| 2005      | Spikeout: Battle Street                               | Min Hua                                                       |                                  |                      |
| 2005      | Dragon Ball Z: Sagas                                  | Dende                                                         |                                  |                      |
| 2005      | Æon Flux                                              | Una, Hostesses                                                |                                  | [ 15 ]               |
| 2006      | Dragon Ball Z: Budokai Tenkaichi 2                    | Kid Trunks, Dende, Gotenks                                    |                                  |                      |
| 2007      | Dragon Ball Z: Shin Budokai                           | Gotenks                                                       |                                  |                      |
| 2007      | Dawn of Mana                                          | Medusa, Ritzia, Olika röstroller                              | Okrediterad                      |                      |
| 2007      | Dragon Ball Z: Budokai Tenkaichi 3                    | Kid Trunks, Kid Chi-Chi, Kid Dende                            |                                  |                      |
| 2008      | One Piece: Unlimited Adventure                        | Kuina, Pepper                                                 |                                  |                      |
| 2008      | Dynasty Warriors 6                                    |                                                               | Okrediterad                      |                      |
| 2008      | Dragon Ball Z: Shin Budokai - Another Road            | Gotenks                                                       |                                  |                      |
| 2008      | Klonoa                                                | Hewpoe                                                        |                                  | [ 15 ]               |
| 2008      | World of Warcraft: Wrath of the Lich King             | Jaina Proudmoore, Sif, Argent Confessor Paletress             |                                  |                      |
| 2008      | Mana Khemia 2: Fall of Alchemy                        | Ulrika Myberg, Sasarina Schily                                | Okrediterad                      |                      |
| 2008      | Disgaea 3: Absence of Justice                         | Raspberyl                                                     |                                  |                      |
| 2008      | Tales of Vesperia                                     | Gauche                                                        |                                  | [ 15 ]               |
| 2008      | Infinite Undiscovery                                  | Svala                                                         |                                  |                      |
| 2008      | Dragon Ball: Origins                                  | Chi-Chi, Ranfan                                               |                                  |                      |
| 2008      | Dragon Ball Z: Infinite World                         | Kid Trunks, Gotenks, Kid Dende                                |                                  |                      |
| 2008      | Valkyria Chronicles                                   | Isara Gunther                                                 |                                  | [ 15 ]               |
| 2008      | Shin Megami Tensei: Persona 4                         | Rise Kujikawa                                                 |                                  | [ 15 ]               |
| 2008      | Tales of Symphonia: Dawn of the New World             | Marta Lualdi                                                  |                                  |                      |
| 2009      | Ar tonelico II: Melody of Metafalica                  | Luca Trulyworth                                               |                                  | [ 8 ]                |
| 2009      | Star Ocean: The Last Hope                             | Reimi Saionji, Welch Vineyard                                 |                                  | [ 15 ]               |
| 2009      | Street Fighter IV                                     | Chun-Li                                                       |                                  | [ 15 ]               |
| 2009      | Fragile Dreams: Farewell Ruins of the Moon            | Chiyo                                                         |                                  |                      |
| 2009      | Ghostbusters: The Video Game                          | Olika röstroller                                              |                                  |                      |
| 2009      | Dissidia: Final Fantasy                               | Cloud of Darkness                                             |                                  | [ 15 ]               |
| 2009      | MagnaCarta 2                                          | Claire                                                        |                                  | [ 15 ]               |
| 2009      | Dragon Ball: Revenge of King Piccolo                  | Suno                                                          |                                  |                      |
| 2009      | League of Legends                                     | Akali                                                         |                                  |                      |
| 2009      | Dreamkiller                                           | Alice Drake                                                   |                                  |                      |
| 2009      | Dragon Ball: Raging Blast                             | Kid Trunks, Gotenks                                           |                                  |                      |
| 2009      | Kamen Rider: Dragon Knight                            | Kamen Rider Siren                                             | Krediterad som Elle Deets        |                      |
| 2009      | Resident Evil: The Darkside Chronicles                | Sherry Birkin                                                 |                                  | [ 15 ]               |
| 2009      | Silent Hill: Shattered Memories                       | Dahlia Gillespie                                              | Okrediterad                      |                      |
| 2009      | Final Fantasy Crystal Chronicles: The Crystal Bearers | Belle                                                         | Krediterad som Elle Deets        |                      |
| 2010      | Final Fantasy XIII                                    | Serah Farron                                                  |                                  | [ 15 ]               |
| 2010      | Command & Conquer 4: Tiberian Twilight                | E.V.A.                                                        |                                  |                      |
| 2010      | Sakura Wars: So Long, My Love                         | Gemini Sunrise                                                |                                  |                      |
| 2010      | Nier                                                  | Kaine                                                         | Okrediterad                      |                      |
| 2010      | Super Street Fighter IV                               | Chun-Li                                                       |                                  | [ 15 ]               |
| 2010      | Street Fighter V                                      | Chun-Li                                                       |                                  | [ 15 ]               |
| 2010      | Persona 3 Portable                                    | Female protagonist                                            |                                  |                      |
| 2010      | BlazBlue: Continuum Shift                             | Platinum                                                      |                                  |                      |
| 2010      | Valkyria Chronicles II                                | Isara Gunther                                                 |                                  |                      |
| 2010      | Quantum Theory                                        | Lainie, Elev                                                  |                                  | [ 29 ]               |
| 2010      | Medal of Honor                                        | Female News Reporter 2                                        |                                  |                      |
| 2010      | Sengoku Basara: Samurai Heroes                        | Oichi                                                         |                                  | [ 30 ]               |
| 2010      | Arcania: Gothic 4                                     | Olika röstroller                                              | Grupperad under US Cast          | [ 31 ]               |
| 2010      | Naruto Shippuden: Ultimate Ninja Storm 2              | Anko Mitarashi, Ayame                                         |                                  | [ 32 ]               |
| 2010      | Fallout: New Vegas                                    | Christine, Vera Keyes, Julie Farkas                           |                                  | [ 15 ]               |
| 2010      | Body & Brain Connection                               | Watts                                                         |                                  |                      |
| 2010      | Dragon Ball: Raging Blast 2                           | Kid Trunks, Gotenks                                           |                                  |                      |
| 2010      | Fist of the North Star: Ken's Rage                    | Mamiya                                                        |                                  |                      |
| 2010      | Sonic Free Riders                                     | Blaze the Cat, Omochao                                        |                                  |                      |
| 2010      | Sonic Colors                                          | Blaze the Cat                                                 | Endast i Nintendo DS-versionen   | [ 15 ]               |
| 2010      | Tron: Evolution                                       | The Grid                                                      |                                  | [ 15 ]               |
| 2010      | World of Warcraft: Cataclysm                          | Echo of Jaina                                                 |                                  |                      |
| 2010      | Shira Oka: Second Chances                             | Naoko Ogawa, Suzu Inoue                                       | Krediterad som Elle Deets        |                      |
| 2010      | Marvel vs. Capcom 3: Fate of Two Worlds               | Chun-Li                                                       |                                  |                      |
| 2011      | Knights Contract                                      | Gretchen                                                      |                                  | [ 15 ]               |
| 2011      | Gods Eater Burst                                      |                                                               |                                  |                      |
| 2011      | Dissidia 012: Final Fantasy                           | Cloud of Darkness                                             |                                  |                      |
| 2011      | The Sims Medieval                                     | Sim                                                           |                                  |                      |
| 2011      | Marvel Super Hero Squad Online                        | Firestar                                                      |                                  |                      |
| 2011      | Hunted: The Demon's Forge                             | E'lara                                                        |                                  |                      |
| 2011      | Dungeon Siege III                                     | Queen Roslyn, Leona, Olika röstroller                         |                                  |                      |
| 2011      | Catherine                                             | Catherine                                                     | Titelroll                        | [ 15 ]               |
| 2011      | Resistance 3                                          | Jean Rose, Prisoners                                          |                                  | [ 15 ]               |
| 2011      | Skylanders: Spyro's Adventure                         | Persephone                                                    |                                  | [ 15 ]               |
| 2011      | Might & Magic Heroes VI                               | Valeska                                                       |                                  |                      |
| 2011      | Sonic Generations                                     | Blaze the Cat, Omochao                                        |                                  |                      |
| 2011      | The Lord of the Rings: War in the North               | Andriel                                                       |                                  |                      |
| 2011      | Mario & Sonic at the London 2012 Olympic Games        | Blaze the Cat, Omochao                                        |                                  |                      |
| 2011      | Saints Row: The Third                                 | Female Voice 1                                                |                                  | [ 15 ]               |
| 2011      | Ultimate Marvel vs. Capcom 3                          | Chun-Li                                                       |                                  |                      |
| 2011      | Infinity Blade II                                     | Isa                                                           |                                  |                      |
| 2011      | Star Wars: The Old Republic                           | Kira Carsen                                                   |                                  | [ 33 ]               |
| 2012      | Final Fantasy XIII-2                                  | Serah Farron                                                  |                                  | [ 15 ]               |
| 2012      | NeverDead                                             | Nikki Summerfield                                             |                                  | [ 15 ]               |
| 2012      | Soulcalibur V                                         | Pyrrha                                                        | Okrediterad                      | [ 15 ]               |
| 2012      | Kingdoms of Amalur: Reckoning                         | Gwyn Anwy                                                     |                                  |                      |
| 2012      | Binary Domain                                         | Faye Lee                                                      | Även motion capture              | [ 15 ]               |
| 2012      | Mass Effect 3                                         | Ensign Rodriquez, Dr. Eva Coré, Oriana Lawson                 |                                  |                      |
| 2012      | Street Fighter X Tekken                               | Chun-Li                                                       |                                  | [ 15 ]               |
| 2012      | Tales of Graces F                                     | Cheria Barnes                                                 |                                  | [ 15 ]               |
| 2012      | Armored Core V                                        | Carol Dorry, AC Pilot                                         |                                  | [ 34 ]               |
| 2012      | Naruto Shippuden: Ultimate Ninja Storm Generations    | Anko Mitarashi, Kurotsuchi                                    |                                  | [ 15 ]               |
| 2012      | Kinect Star Wars                                      | NPCFemPadawan, pad4, padFem                                   |                                  | [ 35 ]               |
| 2012      | Dragon's Dogma                                        | Female Pawn                                                   |                                  |                      |
| 2012      | Men in Black: Alien Crisis                            | Catyana Ibrovsky/Agent C, Party Guest Isabel Ramirez, Nethera |                                  | [ 15 ]               |
| 2012      | Lego Batman 2: DC Super Heroes                        | Harley Quinn, Poison Ivy, Wonder Woman                        |                                  |                      |
| 2012      | Steel Battalion: Heavy Armor                          | Olika röstroller                                              |                                  | [ 36 ]               |
| 2012      | The Elder Scrolls V: Skyrim – Dawnguard               | Serana                                                        |                                  |                      |
| 2012      | Infex                                                 | Keenan                                                        |                                  |                      |
| 2012      | Dead or Alive 5                                       | Christie                                                      | Okrediterad                      |                      |
| 2012      | World of Warcraft: Mists of Pandaria                  | Jaina Proudmoore                                              |                                  |                      |
| 2012      | Resident Evil 6                                       | Helena Harper                                                 |                                  |                      |
| 2012      | Skylanders: Giants                                    | Persephone, Ninjini                                           |                                  | [ 37 ]               |
| 2012      | Professor Layton and the Miracle Mask                 | Röstskådespelare                                              | som Elle Deets                   | [ 38 ]               |
| 2012      | Zero Escape: Virtue's Last Reward                     | Luna                                                          |                                  |                      |
| 2012      | Marvel Avengers: Battle for Earth                     | Phoenix, Scarlet Witch, Abigail Brand                         |                                  |                      |
| 2012      | Halo 4                                                | Rivera, Olika röstroller                                      | Även motion capture              | [ 39 ]               |
| 2012      | Persona 4 Golden                                      | Rise Kujikawa                                                 |                                  |                      |
| 2013      | Fire Emblem Awakening                                 | Lucina                                                        | Okrediterad                      |                      |
| 2013      | Naruto Shippuden: Ultimate Ninja Storm 3              | Kushina Uzumaki, Kurotsuchi                                   |                                  | [ 15 ]               |
| 2013      | Gears of War: Judgment                                | Alex Brand                                                    |                                  | [ 15 ] [ 40 ]        |
| 2013      | BioShock Infinite                                     | Lady Comstock                                                 |                                  | [ 15 ]               |
| 2013      | Shin Megami Tensei: Devil Summoner: Soul Hackers      | Hitomi Tono, Nemissa                                          |                                  |                      |
| 2013      | The Last of Us                                        | Olika röstroller                                              |                                  |                      |
| 2013      | Ingress                                               | ADA (A Detection Algorithm)                                   |                                  |                      |
| 2013      | Dynasty Warriors 8                                    | Yueying                                                       | Okrediterad                      |                      |
| 2013      | Saints Row IV                                         | President of the USA (Female Voice 1)                         |                                  | [ 15 ]               |
| 2013      | Lost Planet 3                                         | Mira                                                          |                                  |                      |
| 2013      | The Wonderful 101                                     | Alice MacGregor                                               |                                  | [ 15 ]               |
| 2013      | Infinity Blade III                                    | Isa                                                           |                                  |                      |
| 2013      | Skylanders: Swap Force                                | Ninjini, Persephone                                           | Grupperad under Voice Talent     | [ 41 ]               |
| 2013      | Wipeout: Create & Crash                               | Kate KZ, Pirate Boy, Viking Girl                              |                                  |                      |
| 2013      | Mario & Sonic at the Sochi 2014 Olympic Winter Games  | Blaze the Cat                                                 |                                  |                      |
| 2013      | Lego Marvel Super Heroes                              | Black Cat, Black Widow, Elektra                               |                                  |                      |
| 2013      | Batman: Arkham Origins                                | Olika röstroller                                              |                                  | [ 42 ]               |
| 2013      | Knack                                                 | Charlotte                                                     |                                  | [ 15 ]               |
| 2014      | Dragon Ball Z: Battle of Z                            | Gotenks, Kid Trunks                                           |                                  | [ 15 ]               |
| 2014      | The Lego Movie Videogame                              | Olika röstroller                                              |                                  |                      |
| 2014      | Lightning Returns: Final Fantasy XIII                 | Serah Farron                                                  |                                  | [ 15 ]               |
| 2014      | Hearthstone: Heroes of Warcraft                       | Jaina Proudmoore, various minions                             |                                  |                      |
| 2014      | Infamous Second Son                                   | Fetch                                                         | Även motion capture              | [ 15 ] [ 43 ]        |
| 2014      | WildStar                                              | Belle Walker, Marauder, Luminai Female, Mordesh Female        |                                  | [ 44 ]               |
| 2014      | The Wolf Among Us                                     | Aunty Greenleaf                                               |                                  |                      |
| 2014      | Murdered: Soul Suspect                                | Olika röstroller                                              |                                  |                      |
| 2014      | Infamous First Light                                  | Abigail "Fetch" Walker                                        |                                  | [ 15 ] [ 43 ]        |
| 2014      | Spider-Man Unlimited                                  | Spider-Girl, Spider-Woman                                     |                                  | [ 45 ]               |
| 2014      | Disney Infinity: Marvel Super Heroes (2.0 Edition)    | Black Widow                                                   |                                  | [ 46 ]               |
| 2014      | Middle-earth: Shadow of Mordor                        | Ioreth                                                        |                                  | [ 15 ]               |
| 2014      | Persona 4 Arena Ultimax                               | Rise Kujikawa                                                 |                                  |                      |
| 2014      | Super Smash Bros. for Nintendo 3DS/Wii U              | Lucina                                                        |                                  |                      |
| 2014      | Skylanders: Trap Team                                 | Ninjini/Mini Jini, Persephone                                 | Grupperad under röstskådespelare | [ 47 ] [ 48 ]        |
| 2014      | Sunset Overdrive                                      | Olika röstroller                                              |                                  |                      |
| 2014      | Lego Batman 3: Beyond Gotham                          | Wonder Woman                                                  |                                  | [ 49 ] [ 50 ] [ 51 ] |
| 2014      | World of Warcraft: Warlords of Draenor                | Olika röstroller                                              |                                  | [ 52 ]               |
| 2014      | Dragon Age: Inquisition                               | Bianca Davri, Olika röstroller                                |                                  | [ 53 ]               |
| 2014      | Persona Q: Shadow of the Labyrinth                    | Rise Kujikawa                                                 |                                  |                      |
| 2014–15   | Tales from the Borderlands                            | Fiona                                                         | Huvudroll                        | [ 54 ]               |
| 2015      | Game of Thrones                                       | Gwyn Whitehill                                                | Episode Two - The Lost Lords     | [ 55 ] [ 56 ]        |
| 2015      | The Order: 1886                                       | Olika röstroller                                              |                                  |                      |
| 2015      | There Came an Echo                                    | Miranda                                                       |                                  |                      |
| 2015      | Code Name: S.T.E.A.M.                                 | Lucina                                                        |                                  | [ 57 ]               |
| 2015      | Infinite Crisis                                       | Mecha Wonder Woman                                            |                                  | [ 58 ] [ 59 ]        |
| 2015      | Heroes of the Storm                                   | Jaina Proudmoore, Valla                                       |                                  |                      |
| 2015      | Batman: Arkham Knight                                 | Olika röstroller                                              |                                  | [ 60 ]               |
| 2015      | Disney Infinity 3.0                                   | Black Widow                                                   |                                  | [ 61 ]               |
| 2015      | Mad Max                                               | Olika röstroller                                              |                                  | [ 62 ]               |
| 2015      | Metal Gear Solid V: The Phantom Pain                  | Soldiers/Extras                                               |                                  | [ 63 ]               |
| 2015      | Lego Dimensions                                       | Wonder Woman                                                  |                                  |                      |
| 2015      | Halo 5: Guardians                                     | Spartan Olympia Vale                                          | Även motion capture              |                      |
| 2015/2016 | Mario & Sonic at the Rio 2016 Olympic Games           | Blaze the Cat                                                 |                                  |                      |
| 2016      | Gears of War 4                                        | Cait                                                          |                                  |                      |
| 2016      | Street Fighter V                                      | Chun-Li                                                       |                                  |                      |

### Live action
| År   | Titel                   | Roll              | Noter                             | Källa  |
| ---- | ----------------------- | ----------------- | --------------------------------- | ------ |
| 2001 | Walker, Texas Ranger    | Roberta           | Ep. 191: "Saturday Night"         |        |
| 2003 | Graduation Day          | Marni             | Regisserad av Matt Cade           | [ 2 ]  |
| 2003 | Prison-A-Go-Go!         | Ginger            |                                   |        |
| 2006 | Placebo                 | Nancy             | Short film by Dan Burks           |        |
| 2007 | Four Sheets to the Wind | Francie           |                                   |        |
| 2007 | Mr. Brooks              | Flight Attendant  |                                   |        |
| 2007 | Thief                   |                   | Ep. 103                           |        |
| 2007 | The Staircase Murders   | Margaret Peterson | Lifetime TV-film                  | [ 64 ] |
| 2007 | Ruffian                 | Cassie            | TV-film                           |        |
| 2007 | One Tree Hill           | Girl #2           | Ep. 417: "It Gets Worse at Night" |        |
| 2007 | Underbelly              | Sara Hotchkiss    | Birdnose Productions              |        |
| 2009 | From the Dark           | Kristin Parker    | Regisserad av Chris McClellan     |        |
| 2010 | Dusk                    | Chelsea           | Regisserad av Mitch Waters        |        |
| 2015 | To Have and to Hold     | Jane Pierce       | Regisserad av Ray Bengston        |        |
| 2015 | Critical Role           | Vex'ahlia         | Webbserie                         |        |
| 2015 | Titansgrave             | Lemley            | Webbserie                         |        |